# 토머스 헌즈

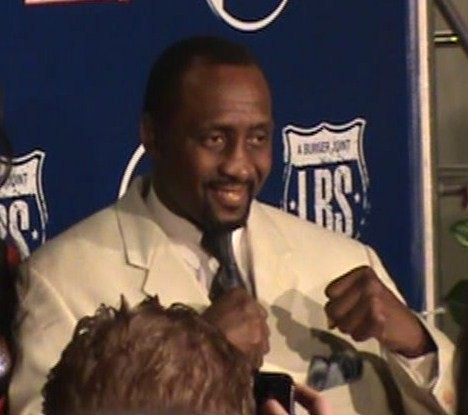

토머스 헌즈(Thomas Hearns, 1958년 10월 18일~)는 멤피스에서 태어나 디트로이트에서 자랐다.
그는 복싱 역사상 가장 위대한 웰터급 복서 중 하나로 7번의 세계 챔피언을 지냈다. 웰터급에서 드문 키(185cm)에, 넓은 등과 유달리 긴 팔을 가진 그는 엄청난 펀치 파워를 지닌 선수로 알려져 있다. 그의 별명은 "Thomas HitMan Hearns"와 "The Motor City Cobra."였다.
헌즈는 그의 펀치 스피드를 최대화하고, "플리커 잽"라 불렸던 그의 잽의 각도를 바꾸기 위한 자세인 왼손을 아래로 내리는 자세와 파괴력 있는 오른손으로 유명했다. 그는 많은 기억에 남을 만한 KO승을 기록했으며 역대 매우 위대한 선수 중 하나로 알려져 있다.